# Strombichides
Strombichides (altgriechisch Στρομβιχίδης Strombichídēs), Sohn des Diotimos, war ein Admiral und Politiker der Stadt Athen zur Zeit des Peloponnesischen Krieges (431–404 v. Chr.). Er starb 404 v. Chr. im reifen Mannesalter, könnte also um 450 v. Chr. geboren worden sein.
Wie der Geschichtsschreiber Thukydides berichtet wurde er 412 v. Chr. zum Kommandanten einer Flotte von acht Schiffen ernannt, die auf die Nachricht von einer Revolte auf der verbündeten Insel Chios hin von Athen an die kleinasiatische Küste entsandt wurde. Bei seiner Ankunft in Samos nahm er eine samische Trireme in seinen Verband auf und segelte dann nach Teos, eine auf dem Festland in der Nähe von Chios gelegene Stadt, um sich ein Bild vom Umfang des Aufstandes zu machen. Als bald darauf eine zahlenmäßig überlegene spartanische Flotte in der Nähe auftauchte, war er gezwungen, Samos zu räumen, woraufhin die Rebellion auch in Teos offen ausbrach.
Anschließend blockierte Strombichides eine Flotte der Chier in Milet. Ob er auch an der folgenden Schlacht von Milet teilnahm, ist nicht klar, da er möglicherweise abgelöst wurde und nach Athen zurückkehrte. Später im selben Jahr wird er wiederum als einer der drei Kommandanten erwähnt, die mit 35 Schiffen der in Samos stationierten athenischen Flotte zur Verstärkung gesandt wurden, wodurch die Gesamtzahl der dort befindlichen Schiffe auf 104 stieg. Diese Flottenmacht wurde jetzt geteilt, wobei der größere Teil weiterhin in Samos verblieb, um die Seeherrschaft zu sichern und Krieg gegen Milet zu führen, während Strombichides und zwei andere Kommandanten mit 35 Schiffen nach Chios abgeschickt wurden. Auf ihrer Fahrt verloren sie drei Schiffe in einem Unwetter, aber mit den restlichen Schiffen gelangten sie nach Lesbos. Dort begannen sie mit den Vorbereitungen für eine Belagerung von Chios. Nachdem sie auf die Insel übergesetzt hatten, errichteten sie dort einen befestigten Stützpunkt, der Delphinion genannt wurde, und setzten die Chier von dort aus unter Druck.
411 v. Chr. rebellierten die Städte Abydos und Lampsakos am Hellespont, und Strombichides musste mit 24 Schiffen von Chios aus heranrücken. Es gelang ihm, die Revolte in Lampsakos zu unterdrücken, er war jedoch weder mit guten Worten noch mit Gewalt in der Lage, Abydos zu einer Rückkehr in das Bündnis mit Athen zu bewegen. Deshalb setzte er nach Sestos über und errichtete dort eine Garnison, um den gesamten Hellespont unter seine Kontrolle zu bekommen. Von dort wurde er bald herbeigerufen, um die Athener auf Samos zu unterstützen, die zuvor nicht in der Lage waren, den spartanischen Streitkräften unter Astyochos standzuhalten.
Der Rhetor Lysias bezeichnet Strombichides in seiner Rede Gegen Nikomachos als einen „vornehmen Bürger“ und berichtet, dass er einer jener Freunde der Demokratie war, die mit Empörung auf die Friedensbedingungen reagierten, die 404 v. Chr. der oligarchische Politiker Theramenes und seine Delegation nach Verhandlungen aus Sparta nach Athen brachten. Da Strombichides durch diese Haltung der oligarchischen Klique in Athen und ihren Umsturzplänen im Wege stand, wurde er mit anderen prominenten Vertretern der demokratischen Partei auf der Grundlage von Anschuldigungen durch den Denunzianten Agoratos der „Verschwörung gegen den Frieden“ angeklagt und ins Gefängnis geworfen. Mitschuldig daran war u. a. der Stadtschreiber Nikomachos, der systematisch Gesetzestexte verfälschte und es dadurch ermöglichte, dass unter den Dreißig Tyrannen (404–403 v. Chr.) die Volksversammlung über Gerichtsurteile abstimmen konnte. In dieser Periode wurde Strombichides (nach einem von den Dreißig Tyrannen gesteuerten Scheinprozess) hingerichtet.